# 林珠銀
林珠銀（1988年1月7日—），韓國女演員，名字常被音譯為林珠恩。

## 影视作品

### 電視劇
- 2007年：MBC《瑪莉大九攻防戰》飾演 李雅文
- 2009年：MBC《魂》飾演 尹荷娜
- 2011年：MBN《What's up》飾演 吳杜莉
- 2012年：KBS《暴力羅曼史》飾演 金東芽
- 2012年：MBC《阿娘使道傳》飾演 巫煙
- 2013年：SBS《欲戴王冠，必承其重－繼承者們》飾演 全賢珠
- 2013年：MBC《奇皇后》飾演 伯顏忽都
- 2014年：SBS《無盡的愛》飾演 徐慶花（客串）
- 2014年：LINE TV《好日子》飾演 金志浩的前女友
- 2016年：KBS《任意依戀》飾演 尹亭恩
- 2017年：MBC《小偷傢伙，小偷大人》飾演 尹花英
- 2020年：Channel A《謊言的謊言》飾演 殷世美
- 2023年：KBS《孝心的家各自為生》飾演 崔秀晶
- 2024年：MBC《勇敢無雙龍水晶》飾演 崔惠羅

### 網路剧
- 2016年：優酷土豆《整容季》

### 電影
- 2006年：《暴風之丘》
- 2007年：《瘋狂至極》
- 2016年：《不要忘記我》

### MV
- 2009年：Yangpa《靈魂》
- 2009年：T-ara《謊言（Ballad Ver.）》
- 2010年：金鐘國《忘不了》
- 2012年：As One（feat. Verbal Jint）《Day By Day 2012》
- 2014年：Fly to the Sky《You You You》

## 獲獎
- 2004年：KTF Bigi Big全國試鏡會－演員部門 金獎
- 2009年：MBC演技大賞－新人獎（魂）

## 腳註
1. ↑  임주은│My name is... （页面存档备份，存于）

## 外部連結
- NAVER （页面存档备份，存于）
- 林珠銀的Instagram帳戶
- 林珠銀的X（前Twitter）